# Bèlgica al Festival de la Cançó d'Eurovisió Júnior
Bèlgica va ser un dels països fundadors que va debutar al Festival de la Cançó d'Eurovisió Júnior en 2003.
Bèlgica ha participat en cada edició del Festival d'Eurovisió Júnior des del seu inici en 2003, de manera que és un dels 16 països fundadors que encara participen en el certamen infantil. Al festival de 2013, el país va decidir retirar-s'hi per produir un programa més complet on es mirara que al final tots els participants foren els veritables protagonistes. La cadena belga VRT de moment no té interès de retornar al certamen.
La VRT era l'encarregada de triar el representant d'aquest país per al festival a través del programa Junior Eurosong.
Bèlgica ha organitzat en una ocasió el certamen (2005). A pesar que l'idioma oficial de les cançons és el neerlandès, en les edicions de 2004 i 2005 van ser les primeres a cantar en el segon idioma oficial de Bèlgica: el francès.

## Participació
Llegenda
| Any                                   | Seu         | Artista         | Cançó                       | Lloc | Punts |
| ------------------------------------- | ----------- | --------------- | --------------------------- | ---- | ----- |
| 2003                                  | Copenhaguen | X!nk            | «De vriendschapsband»       | 6    | 83    |
| 2004                                  | Lillehammer | Free Spirits    | «Accroche-toi»              | 10   | 37    |
| 2005                                  | Hasselt     | Lindsay         | «Mes rêves»                 | 10   | 63    |
| 2006                                  | Bucarest    | Thor!           | «Een tocht door het donker» | 7    | 71    |
| 2007                                  | Rotterdam   | Trust           | «Anders»                    | 15   | 19    |
| 2008                                  | Limassol    | Oliver          | «Shut up!»                  | 11   | 45    |
| 2009                                  | Kíev        | Laura Omloop    | «Zo verliefd»               | 4    | 113   |
| 2010                                  | Minsk       | Jill & Lauren   | «Get up!»                   | 7    | 61    |
| 2011                                  | Erevan      | Femke           | «Een kusje meer»            | 7    | 64    |
| 2012                                  | Amsterdam   | Fabian Feyaerts | «Abracadabra»               | 5    | 72    |
| No hi va participar entre 2013 i 2024 |             |                 |                             |      |       |

## Festivals organitzats a Bèlgica
| Edició                                       | Ciutat seu | Localització | Presentantdors                  |
| -------------------------------------------- | ---------- | ------------ | ------------------------------- |
| Festival de la Cançó d'Eurovisió Junior 2005 | Hasselt    | Ethias Arena | Maureen Louys i Marcel Vanthilt |